# Dmitri Iljin
Dmitri Iljin (russisch Дмитрий Ильин, engl. Transkription Dmitry Ilyin; * 24. Mai 1989) ist ein russischer Leichtathlet kirgisischer Herkunft, der sich auf den Weitsprung spezialisiert hat und zwischen 2012 und 2014 für Russland an den Start ging.

## Sportliche Laufbahn
Erste internationale Erfahrungen sammelte Dmitri Iljin im Jahr 2006, als er bei den Juniorenweltmeisterschaften in Peking mit einer Weite von 6,82 m in der Qualifikation ausschied. 2008 schied er bei den Juniorenasienmeisterschaften in Jakarta im 100-Meter-Lauf mit 11,07 s im Halbfinale aus, wie auch über 200 Meter mit 22,04 s. 2010 belegte er bei den Hallenasienmeisterschaften in Teheran mit 7,18 m den siebten Platz im Weitsprung und schied im 60-Meter-Lauf mit 7,05 s im Vorlauf aus. Im Jahr darauf wurde er bei den Asienmeisterschaften in Kōbe mit windunterstützten 7,64 m Siebter und überstand anschließend bei den Weltmeisterschaften in Daegu die Vorqualifikationsrunde über 100 Meter und schied dann mit 11,00 s im regulären Vorlauf aus. Von 2012 bis 2014 startete er für Russland, erreichte dort aber keine größeren Erfolge, woraufhin er 2014 seine aktive sportliche Karriere beendete.

## Persönliche Bestleistungen
- 100 Meter: 10,60 s (+1,6 m/s), 21. Mai 2009 in Taschkent
  - 60 Meter (Halle): 6,96 s, 25. Januar 2013 in Irkutsk
- Weitsprung: 7,56 m (−2,3 m/s), 29. Juli 2011 in Almaty
  - Weitsprung (Halle): 7,55 m, 24. Februar 2012 in Moskau